# 荀奕
荀奕（3世纪—332年），字玄欣，中国东晋颍川郡颍阴县（今河南省许昌市）人，荀组之子。
荀奕年轻时为太子舍人、驸马都尉，侍讲东宫。出任镇东参军，行扬武将军、新汲令。晋愍帝担任皇太子承制，召他为中书舍人、散骑侍郎。荀奕随父南渡长江，晋元帝任命他为中庶子、给事黄门郎，因父丧离任，服丧完毕，补任散骑常侍、侍中，于仪制时有参议。当时，朝廷让曹魏的后代陈留王出修筑宫城的劳役。荀奕反对，认为陈留王属于二王三恪，地位在三公之上，应该免除劳役，尚书张闿、仆射孔愉反对荀奕，认为《春秋》讽刺宋国不为东周筑城，二王三恪服役符合礼制。荀奕认为宋国在周朝末年有列国之权，而陈留王没有列国之权。朝廷听从荀奕的意见。咸和七年（332年）荀奕卒，追赠太仆，谥定。